# Еванстън (град, Уайоминг)
Иванстън (на английски: Evanston) е град в окръг Юинта, щата Уайоминг, САЩ. Иванстън е с население от 11 507 жители (2000) и обща площ от 26,6 km². Намира се на 2057 m надморска височина. ЗИП кодът му е 82930-82931, а телефонният му код е 307.